# Thierry Tusseau
Thierry Tusseau (Noisy-le-Grand, 19 januari 1958) is een voormalig Frans voetballer. Tusseau werd vijf keer landskampioen in eigen land en won met de nationaal elftal het EK 1984.

## Clubcarrière
Tusseau begon zijn profcarrière in 1974 bij FC Nantes, de club waarmee hij negen seizoenen in de Ligue 1 uitkwam. Met Nantes wint hij tal van prijzen: zo werd hij onder andere drie keer landskampioen (1977, 1980 en 1983) en won hij in 1979 de Coupe de France. In 1983 verliet hij de club echter voor Girondins de Bordeaux, waarmee hij op drie seizoenen twee keer landskampioen werd (1984 en 1985).
Tussen 1986 en 1988 speelde hij twee seizoenen speelde hij voor het ambitieuze Matra Racing, maar amper twee seizoenen later maakte hij de overstap naar tweedeklasser Stade de Reims. Daar zette hij in 1991 een punt achter zijn carrière.

## Interlandcarrière
Tusseau speelde op 30 maart 1977 zijn eerste interland voor Frankrijk tegen Ierland. In 1984 wordt hij door bondscoach Michel Hidalgo geselecteerd voor het Europees kampioenschap, dat Frankrijk uiteindelijk zou winnen. Tusseau speelde twee duels op dat toernooi. Ook op het WK 1986 was Tusseau actief: daar speelde hij vier wedstrijden. De troostfinale tegen België op 28 juni 1986 zou uiteindelijk zijn laatste interland zijn. Tusseau speelde in het totaal 22 interlands voor Frankrijk.